# Saronno
Saronno (AFI: /saˈrɔnno/, Sarònn in dialetto locale, AFI: [saˈrɔ̃ː]) è un comune italiano di 38 713 abitanti della provincia di Varese in Lombardia.

## Geografia fisica

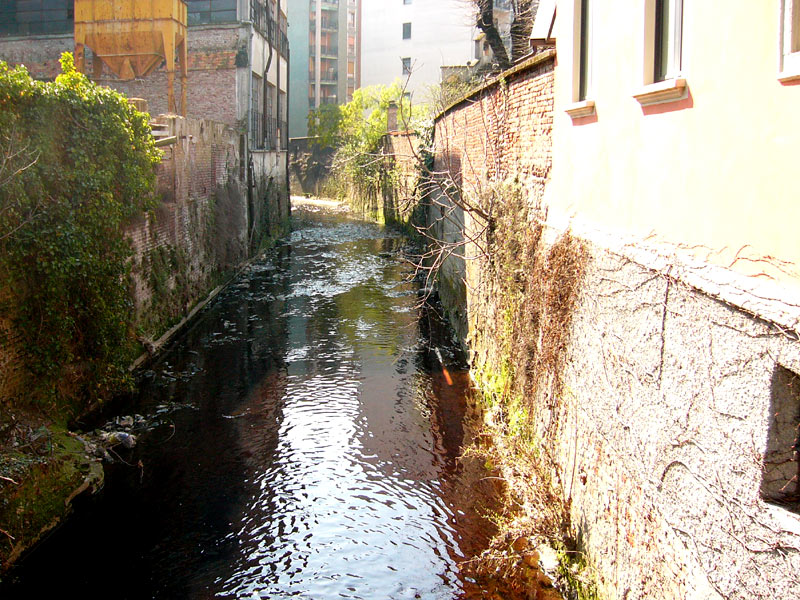
Il torrente Lura

### Territorio
La città è situata nel territorio del Saronnese, a sua volta compreso nell'Altomilanese, all'intersezione tra le province di Milano, Como, Varese e Monza e Brianza. Una parte considerevole della popolazione gravita, per motivi di lavoro o di studio, su Milano ma anche su Como, grazie alla vicinanza verso la città lariana e al contempo verso il confine svizzero, dal quale dista appena 25 km. Inoltre la città gode anche di una vita propria, cui partecipano anche gli abitanti dei comuni limitrofi (Gerenzano, Turate, Uboldo, Rovello Porro, Origgio, Caronno Pertusella, Solaro, Rovellasca, Ceriano Laghetto, Cogliate), che frequentano le locali scuole o lavorano in città.
Presenta un territorio formato da due terrazzi pianeggianti o subpianeggianti su tutta la sua superficie, uno d'età intermedia, situato a est, e l'altro rappresenta l'alta pianura entrambi con inclinazione graduale verso nord, con un'altitudine che varia da 198 m s.l.m. a 230 m. In posizione centrale invece troviamo la valle del Lura, scavata di 5-10 metri fino al centro città, in seguito si fonderà con la pianura.
Saronno è attraversata dal torrente Lura, che nasce nel territorio del Comune di Bizzarone e sfocia nell'Olona alle porte di Milano. Il torrente dagli anni '70 è stato influenzato negativamente da un'alta antropizzazione e da inquinamento e tuttora presenta una qualità delle acque sotto la media, anche se migliorata rispetto ad altri anni. Il tratto di torrente compreso nel territorio cittadino è in gran parte interrato; le esondazioni sono contenute grazie alla presenza delle vasche di laminazione a Lomazzo, costruite negli ultimi anni; queste vasche presiedono anche la funzione nel prevenire le secche riversando acqua quando necessario.
Parte del territorio comunale è ricompreso nei confini del Parco del Lura, parco locale di interesse sovraccomunale che si estende lungo la valle del Lura, da Bulgarograsso fino a Lainate.

### Clima
Situata nell'alta pianura padana, Saronno ha un clima di tipo continentale con inverni freddi e con molti giorni di gelo; più rari invece i giorni di ghiaccio.
Le estati sono generalmente calde e moderatamente piovose (soprattutto a causa dei temporali). Le temperature massime, in tale periodo, possono raggiungere anche i 35 °C e l'umidità notturna può risultare elevata. Le perturbazioni giungono prevalentemente da Ovest (stampo atlantico) e da Sud (stampo mediterraneo); più rare quelle di origine artico-russa.
Saronno, come del resto gran parte della Pianura Padana, soffre di scarsa ventilazione, di conseguenza l'umidità è abbastanza elevata per buona parte dell'anno, comunque inferiore rispetto alle zone della bassa pianura padana (pavese, lodigiano, cremonese).
Secondo la classificazione climatica il centro abitato è situato in "zona E", 2451 GR/G.

## Storia
Da Solomnum, nome romano di Saronno, passava la Via Mediolanum-Bilitio, che metteva in comunicazione Mediolanum (Milano) con Luganum (Lugano) passando da Varisium (Varese). La più antica testimonianza documentale dell'esistenza di Saronno è una carta notarile del 796, inerente ad un prestito a pegno contratto da tale Johannes de Vico Salomno filius quondam Aretheo qui fuit notarius, il quale ottiene da un certo Erminaldo la somma di novanta denari d'argento, dandogli in pegno tutti i suoi beni esistenti in Vico Solomno.
Prima di giungere alla definitiva denominazione di Saronno, nel corso dei secoli la città ha assunto varie denominazioni riscontrabili attraverso documentazioni storiografiche. In ordine di tempo, Saronno viene menzionata come Solomno (anno 903), Serogno (anno 1150), Sorogno (XII secolo), Serono (XIII secolo) e subito dopo Sarono.
Questi cambiamenti di nome derivano da un fenomeno che si riscontra con grande frequenza nei dialetti lombardi a occidente dell'Adda, fra cui si annovera il dialetto saronnese: il rotacismo, ossia il cambiamento della /l/, soprattutto se intervocalica, in /r/, indicato dal linguista Clemente Merlo come uno degli effetti più caratteristici del profondo e antico sostrato ligure.
In epoca medievale, Saronno fece parte del Contado del Seprio e quindi del Ducato di Milano. Tra le notizie di questo tempo, si sa che Cecilia Gallerani (celebre in quanto soggetto del dipinto Dama con l'ermellino di Leonardo da Vinci) ottenne in dono dal duca Ludovico il Moro le rendite del territorio saronnese. Nel XVIII secolo si insediano a Saronno alcune famiglie aristocratiche quali i Visconti di Saronno, i Visconti Rubino e i Tanzi di Milano.
Il fascismo fece di Saronno un centro aggregativo del suo circondario, annettendo al suo territorio comunale i centri di Origgio, Uboldo e Gerenzano; tali accorpamenti furono poi revocati a seguito della caduta della Repubblica Sociale Italiana.

### Simboli

Gonfalone

Stemma precedente

#### Stemma, gonfalone e bandiera
Lo stemma araldico di Saronno, concesso con Decreto del capo del Governo del 10 novembre 1932 e modificato con l'aggiunta degli opportuni coronamenti a seguito dell'attribuzione del titolo di città da parte del presidente della Repubblica nel 1960, presenta la seguente blasonatura:
Il gonfalone, concesso con Decreto del presidente della Repubblica in data 28 settembre 2007, si presenta sotto forma di:
Nel 2003 il comune si è dotato di una propria bandiera, approvata Decreto del presidente della Repubblica in data 28 settembre 2007. Essa si presenta sotto forma di:

#### Desueti
Prima dell'adozione di detto stemma, dal XVI secolo fino al 1932 al comune fu associato un emblema mutuato da quello della famiglia Casati Stampa di Soncino, vantante storici e solidi legami con Saronno. La blasonatura era la seguente:
I colori dell'arma (con l'argento declinato in bianco, colore non ammesso in araldica) sono stati poi ripresi nel Terzo millennio nella summenzionata bandiera comunale.

## Monumenti e luoghi d'interesse

### Architetture religiose

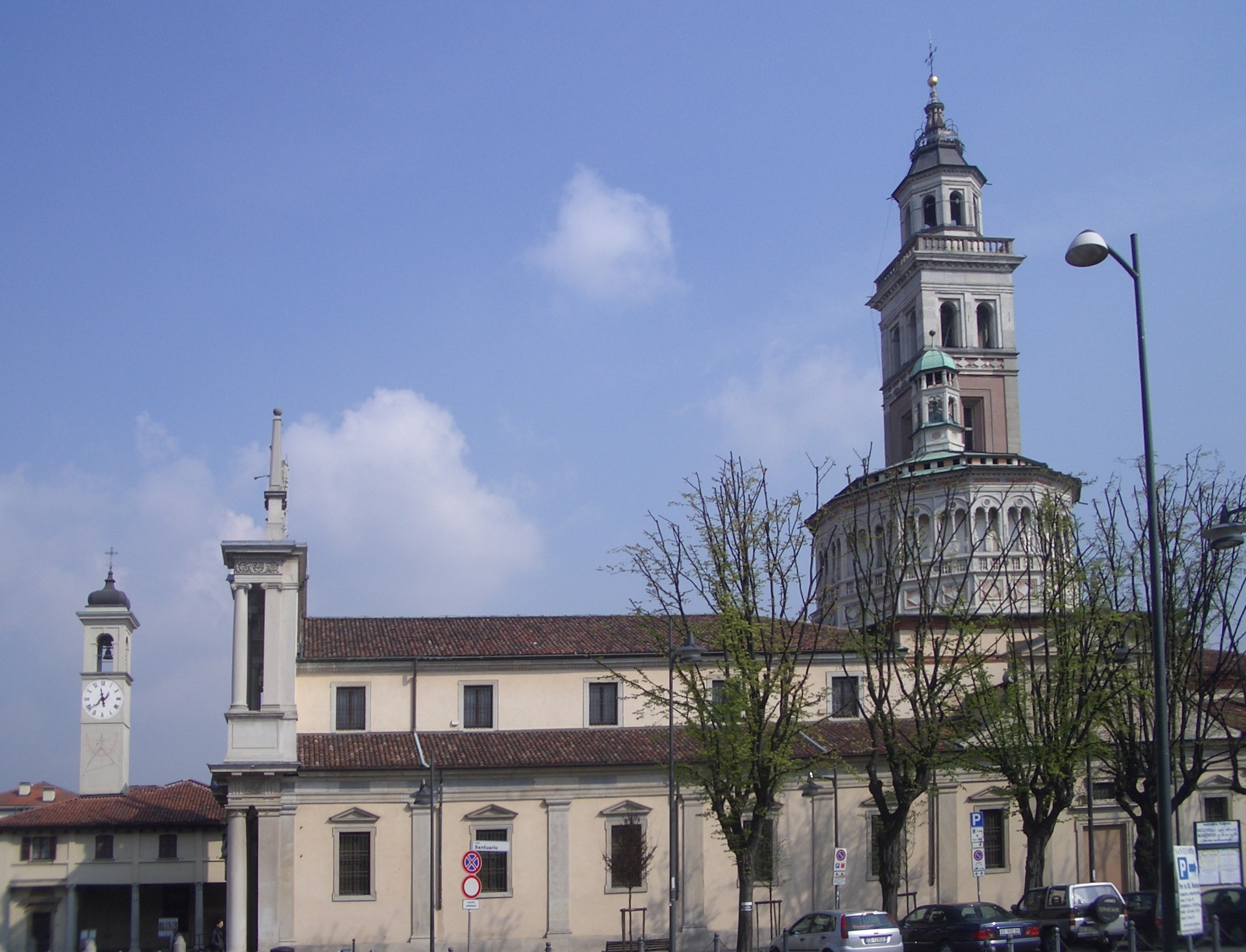
Veduta laterale del Santuario

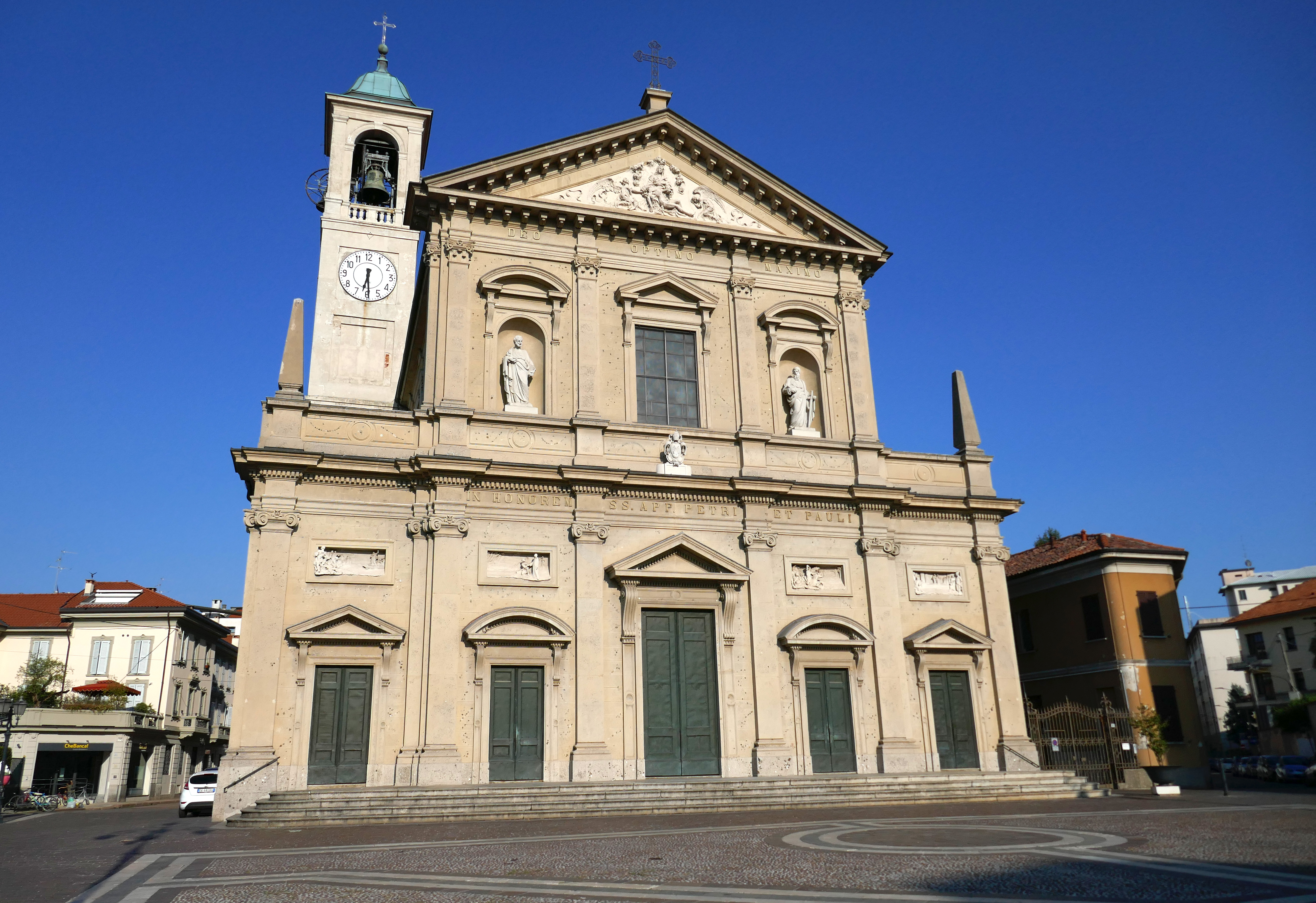
La chiesa Prepositurale dei Santi Pietro e Paolo

La chiesa e la cultura cattolica hanno un peso rilevante nel definire le vicende sociopolitiche del saronnese, in quanto il centro storico cittadino si è sviluppato intorno agli edifici sacri dal centro verso ovest formando il cosiddetto "percorso delle tre chiese". Di queste, il Santuario della Beata Vergine dei Miracoli e la Chiesa di S. Francesco rivestono un notevole interesse artistico.
Santuario della Beata Vergine dei Miracoli
I deputati del Santuario il 10 marzo 1505 incaricano il grande architetto Giovanni Antonio Amadeo di progettarne il tiburio: il contratto prevede che il lapicida Beltramo fu Giovanni Bregno da Osteno, abitante a Saltrio fornisca le pietre della locale cava, da consegnare a Castelseprio; il campanile è eretto fra il 1511 e il 1516 da Paolo della Porta da Osteno. All'interno si può ammirare un ciclo di affreschi di Gaudenzio Ferrari, oltre alle opere pittoriche di Bernardino Luini, che lavorò nella chiesa in due periodi nel 1525 e nel 1531, dall'abside fino alla cancellata.Il campanile è alto 47 metri. Il Santuario è anche meta di pellegrinaggi, oltre ad essere uno dei santuari più importanti della Lombardia. I principali pittori e scultori che hanno affrescato o scolpito opere nel Santuario sono Gaudenzio Ferrari (autore della cupola degli angeli) e Bernardino Luini (autore di molti affreschi e quadri).Al momento l'edificio è in ricostruzione a causa di una grandinata che danneggiò una parte esterna del santuario.

Chiesa di San Francesco
La creazione di questa chiesa si deve probabilmente a Sant'Antonio di Padova, in occasione della sua visita alla città mentre era in procinto di recarsi a Varese. È monumento nazionale dal 1931. Tra l'altro è la chiesa più antica di Saronno, risalendo a fine 1200. Tra il 2017 e il 2019 sono stati restaurati gli affreschi.

Chiesa Prepositurale dei Santi Pietro e Paolo
La chiesa prepositurale o duomo di Saronno è dedicata ai Santi Pietro e Paolo, sita in piazza Libertà, fu costruita nell'anno 1783 a sostituzione della preesistente chiesa di Santa Maria, che venne demolita. La chiesa ospita, dal 1783, un crocefisso che viene ogni anno portato in processione in occasione della festa del Trasporto. Il campanile è alto 43 metri e possiede un concerto di 8 campane in Sib2 calante. La prepositurale è la chiesa più grande di Saronno.
Chiesa di Sant'Antonio Abate
Si hanno notizie di questa chiesetta a partire dal 1385. Durante i periodi della peste (1576 e 1630) svolse un ruolo importante l'annesso lazzaretto. L'edificio è stato restaurato negli anni sessanta. Al suo interno sono presenti tre nicchie contenenti una teca con alcune ossa di appestati, una scultura di Sant'Antonio, una statua dedicata a San Rocco e da ultimo una statua in marmo raffigurante San Giovanni. L'abside ospita due sculture raffiguranti la Madonna e Sant'Ambrogio. Sulla facciata al di sopra dell'ingresso è posto un mosaico raffigurante Sant'Antonio. Ogni anno verso gennaio/febbraio si celebra una tradizionale parata in costume d'ambientazione tra il cinquecentesco e l'ottocentesco.
Chiesa di San Giacomo
La piccola chiesa di San Giacomo fu progettata nel 1578 su ordine nel nobile saronnese Ambrogio Legnani. Ultimata nel 1612, ospita al suo interno alcuni affreschi di Stefano Maria Legnani e del milanese Santagostino. Sull'altare spicca una pala seicentesca raffigurante la Madonna col Bambino, i santi Giacomo e Ambrogio, san Carlo Borromeo e alcuni angeli. La chiesa è collocata all'interno dell'Oratorio di via Legnani e viene usata soprattutto per messe ortodosse e per ritiri di catechismo.

### Architetture civili
Palazzo Visconti
Costruito nel XVI secolo dall'omonima famiglia, durante il XVIII secolo fu ceduto alla famiglia Rubini, che cambiò parzialmente l'assetto del complesso, trasformandolo in una tipica villa nobiliare a corte lombarda. Nel 1882 divenne sede del Municipio e poi, dal 1926 al 1985, sede della Pretura. Insieme alla contigua corte Tanzi, dal nome della nobile famiglia milanese che ne fu proprietaria nel XIX secolo, è stato successivamente sede di varie associazioni fino a quando, nel 2007, un incendio danneggiò gran parte dell'edificio. A tutto il 2015 non è stato ancora predisposto un piano di restauro definitivo.

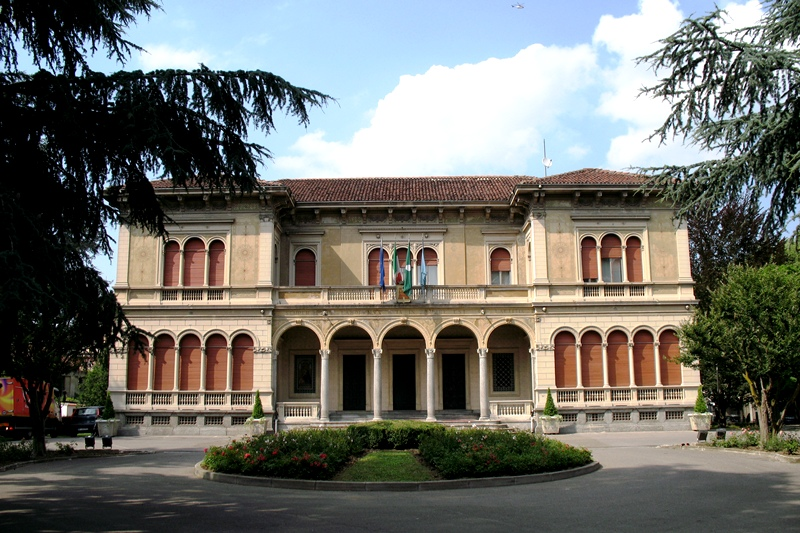
Villa Gianetti
La villa è situata in via Roma, a poca distanza dal centro storico della città. Fu costruita, con lo stile tipico del Rinascimento lombardo, negli anni 1919-1920 dall'architetto milanese Domenico Verga su commissione della famiglia Gianetti. È inserita, con un colonnato ed un patio, in un parco (aperto alla cittadinanza) di discrete dimensioni, sulle sponde del torrente Lura. La villa presenta tre portali architravati, anticipati da un colonnato tetrastilo corinzio antistante con soffitto cassettonato. Al di sopra delle arcate, nel registro superiore dell’edificio, vi è una terrazza molto ampia. Sono presenti doppie volute in prossimità del tetto mentre nella parte posteriore è presente un patio. Al suo interno vi sono diversi graffiti, decori e qualche tela di un certo valore artistico, come l'opera della Madonna del Lippi dipinta dai pittori lombardi Bonatti e Chiesa. Nel 1926 la villa è stata ceduta al Comune di Saronno per adibirla a Municipio. A partire dal 1985, la villa non ha più funzione amministrativa e politica poiché la sede degli uffici comunali è stata spostata in Piazza della Repubblica, dopo che il Comune acquistò il grande magazzino “La Rinascente”. Oltre a vantare un parco, la villa viene usata per ritrovi politici e per l'annuale sagra della birra.
Villa Koelliker
L'edificio, di costruzione seicentesca, prende il nome dalla famiglia proprietaria dell'immobile fino al 1952. Oltre alla villa vera e propria la proprietà comprende numerosi edifici una volta destinati ai contadini che coltivavano i terreni limitrofi. Nel 1952 la villa venne acquistata dalla famiglia Gianetti e dedicata a casa di riposo per anziani.
I villaggi operai
La precoce industrializzazione favorì la creazione dell'edilizia abitativa dedicata specificamente agli operai. L'esempio più completo è il villaggio della De Angeli-Frua, in via Frua, risalente al 1929-30. Altri esempi interessanti sono i fabbricati della CEMSA (1920, viale Rimembranze-via Diaz, due palazzi di cui uno solo esistente) e le case della Torley (1909, via Dalmazia). Esemplare della transizione da economia contadina a industriale è anche la grande cascina Cristina, del 1875.

### Monumenti

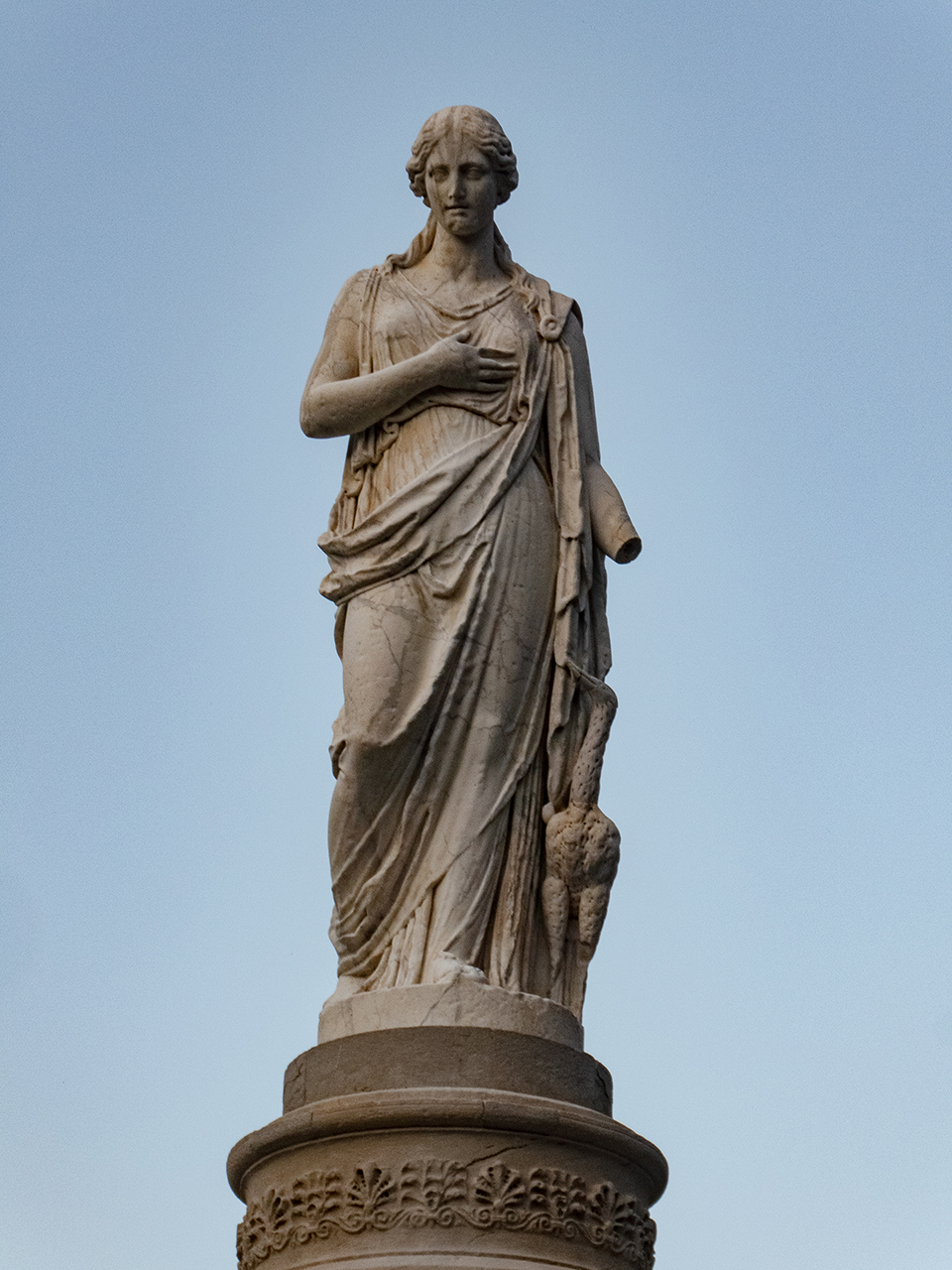
Monumento alla Riconoscenza o Ciocchina

Monumento alla riconoscenza
Il monumento alla "Riconoscenza" è stato eretto in Saronno in Piazza Grande (poi Piazza della Libertà) nel 1830, a seguito dell'incendio divampato nel Borgo il 18 marzo del 1827, nel rione di S. Cristoforo. Una donna, comunemente soprannominata la "Ciocchina", causò quel disastroso incendio mentre trasportava delle braci. Il vento, di quella domenica di marzo, trasportò alcune faville che appiccarono il fuoco alle case e alle cascine del vecchio rione saronnese, molte delle quali andarono distrutte, con gravi danni alla popolazione che lì vi abitava. Ci fu una grandiosa gara di solidarietà, soprattutto da parte dei milanesi ai quali Saronno espresse, con la realizzazione di un monumento, la sua gratitudine. Nell'anno 1924 il monumento venne trasportato da Piazza Grande a Piazza della Riconoscenza, nel vecchio rione di S. Cristoforo, luogo ove avvenne il disastro. Due sono le epigrafi scolpite alla base del monumento marmoreo, già richiamate nella parte storica. Il monumento e rappresentato dalla figura di una donna con accanto il pellicano, simbolo della riconoscenza. Curiosa la storia che accompagna l'attribuzione dell'opera che si pensava, grazie ai riscontri delle cronache dell'epoca, fosse dello scultore milanese Pompeo Marchesi. Da una rilevazione effettuata sul monumento, il 16 maggio 1984, da due saronnesi, il pittore Giovanni Rossi e il maestro Vittorio Pini, si stabilì che l'opera fu eseguita dallo scultore milanese Gaetano Motelli.

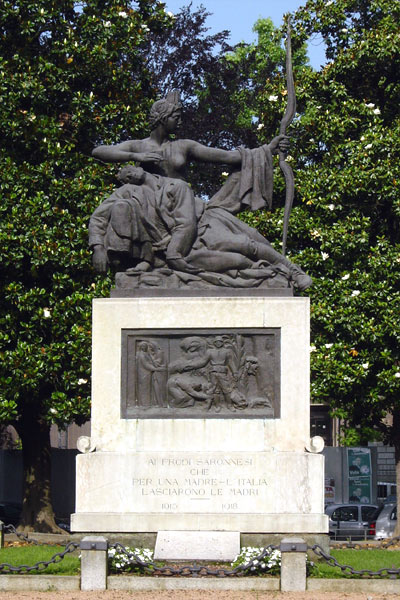
Libero Andreotti: Monumento ai Caduti

Monumento ai Caduti
Il monumento ai Caduti fu realizzato dallo scultore Libero Andreotti nel 1925, in seguito a un concorso indetto dall'amministrazione comunale. L'opera era collocata in Piazza Cadorna, davanti alla stazione cittadina. Nel 1932 venne spostata lungo il viale che collega la città al Santuario, in seguito alla realizzazione del sottopasso ferroviario. Il monumento è costituito da un basamento cementizio su cui poggia un imponente gruppo bronzeo. La statua raffigura una donna, la Madre Patria che, con un arco, difende dal nemico; ai suoi piedi è un soldato caduto in combattimento. Ai lati del basamento sono collocati due pannelli, anch'essi in bronzo, che raccontano le scene della partenza e della morte dei soldati. La frase che, composta da don Luigi Bietti, cappellano della Casa Militare per Veterani di Turate, venne incisa sul monumento è la seguente: "A rimembranza dei Prodi Saronnesi che per una madre, l'Italia, lasciarono le Madri".
Monumento ai caduti della resistenza
Il monumento è il frutto della collaborazione di due artisti contemporanei, l'architetto Giorgio Grando e lo scultore Virgilio Cimnaghi. Il monumento vuole raffigurare lo spargimento di sangue per la Patria, l'immolazione della vita per gli ideali e l'incontro alla morte in circostanze eroiche. Lo stile è moderno, lineare, senza la presenza di figure tristi o struggenti come avviene in analoghi casi. La sua realizzazione è stata frutto di un concorso ed è stato inaugurato nel 1968, dando il nome alla piazza in cui si trova (Piazzale Caduti Saronnesi).
Monumento a Garibaldi
Il monumento a Giuseppe Garibaldi è costituito da un bassorilievo bronzeo realizzato dallo scultore milanese Metello Motelli. È posto sulla facciata di una casa di proprietà Zerbi, in via Mazzini. L'inaugurazione dell'opera risale al 14 ottobre 1883, mentre la targa commemorativa, posta sotto la figura bronzea, venne collocata in occasione del centenario della nascita di Garibaldi, il 7 luglio 1907.

## Società

### Evoluzione demografica
Abitanti censiti

### Etnie e minoranze straniere
Al 1º gennaio 2018 gli stranieri residenti a Saronno con regolare permesso di soggiorno erano 4 537, pari a circa il 11,5% della popolazione residente. Le nazionalità più rappresentate erano:
1. Romania, 776
2. Ucraina, 496
3. Marocco, 394
4. Egitto, 341
5. Ecuador, 326
6. Pakistan, 277
7. Albania, 201
8. Filippine, 199
9. Cina, 196
10. Tunisia, 128

## Cultura

### Istruzione
La città di Saronno offre un sistema scolastico statale e non statale completo, dalle scuole dell'infanzia sino ad un corso universitario (Scienze Motorie dell'Università dell'Insubria). Per questo motivo Saronno è il polo scolastico di riferimento per i paesi dell'area del Saronnese.
Nel territorio sono presenti il liceo classico Stefano Maria Legnani, il liceo scientifico G. B. Grassi, l'ITCS "Gino Zappa", l'ITIS "Giulio Riva" e l'IPSIA "Antonio Parma", il Collegio Arcivescovile Castelli con liceo scientifico, scuole elementari e medi, l'istituto "Prealpi" (solo liceo e scuole professionali). Vi sono numerose scuole elementari e medie come l'Istituto "Aldo Moro", "Ignoto Militi", "Leonardo da Vinci" e "S. Giovanni Bosco".

### Musei

#### MILS - Museo delle Industrie e del Lavoro del Saronnese
Il museo è composto da uno spazio espositivo aperto di 1400 m² e di uno spazio interno di 800 m². Sorge nelle aree adiacenti alla stazione ferroviaria ed occupa alcuni vecchi capannoni delle Ferrovienord, in cui venivano, ai tempi, revisionate le locomotive a vapore. Gli spazi all'aperto sono dedicati all'esposizione di veicoli ferroviari storici, tutti appartenenti al parco treni delle Ferrovie Nord Milano.

#### Museo Giuseppe Gianetti
Spazio espositivo e didattico e centro di documentazione e ricerca nel campo delle arti visive e plastiche, il museo espone la collezione di ceramiche del XVIII secolo raccolta da Giuseppe Gianetti a partire dal 1933, inserite nel contesto dell'abitazione di famiglia. Il nucleo più cospicuo delle ceramiche è costituito da porcellane di Meissen, a cui si affiancano porcellane orientali cinesi e giapponesi, produzioni di manifatture europee ed italiane.

### Media
Nel 1976 nacque una delle prime emittenti della provincia: Radio Saronno Continental che si sviluppò nei primi anni ottanta, rilevando altre stazioni, quali Radio Studio 4 di Caronno Pertusella e Radio AC 11 di Seregno, dando il via nel dicembre 1982 al mininetwork interprovinciale Nuova Rete. L'emittente chiuse nel 1987. In seguito sorse Radio Orizzonti di matrice cattolica. Proveniente da Cermenate, si radicò a Saronno negli anni ottanta anche Happy Radio, un'emittente commerciale. Anche in questo caso, l'emittente chiuse e cedette la frequenza all'emittente nazionale RDS.

### Eventi

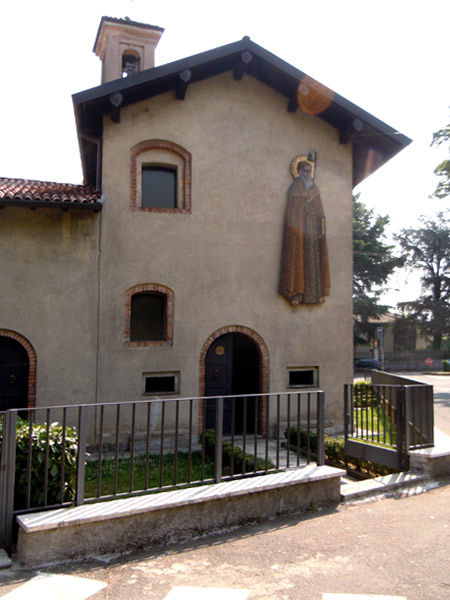
La chiesetta di Sant'Antonio, fulcro della Sagra di Sant'Antonio abate (gennaio)

Ci sono diverse manifestazioni che caratterizzano la città; le più antiche, di origine religiosa, sono: la festa del Trasporto del S. Crocifisso, dal 1734, la quarta domenica di ottobre, con la solenne processione; la festa del Voto alla Beata Vergine Maria del Santuario della Madonna dei Miracoli, dal 1577, a fine marzo, con l'offerta della cera da parte del Sindaco, come adempimento dell'antico voto mariano; la sagra di Sant'Antonio abate, il 17 gennaio, con la benedizione degli animali e dei veicoli.
Vi è poi la festa di primavera dell'inizio di maggio; dal 2008, la festa ha assunto il nome di "Saronno una volta", in occasione dell'esibizione di costumi, veicoli e strumenti del primo Novecento. In estate, è organizzata anche la "notte bianca".
Altrettanto importante, la Civica Benemerenza della Ciocchina, che viene conferita ogni anno alla vigilia della festa del Trasporto ai cittadini benemeriti. 
Dopo la fine dell'anno scolastico, il secondo fine settimana di giugno, si organizza una manifestazione denominata "Musica e sport".

## Economia

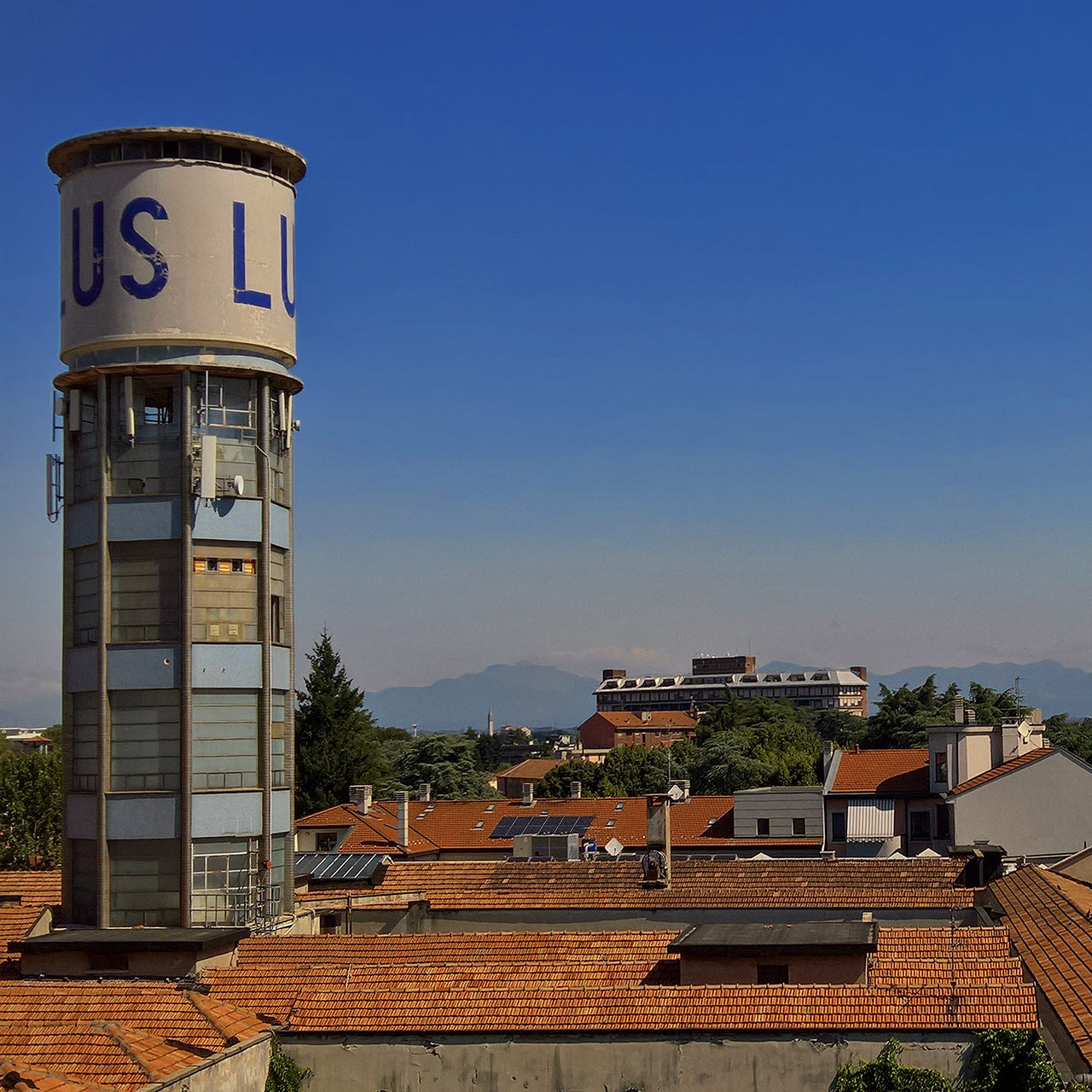

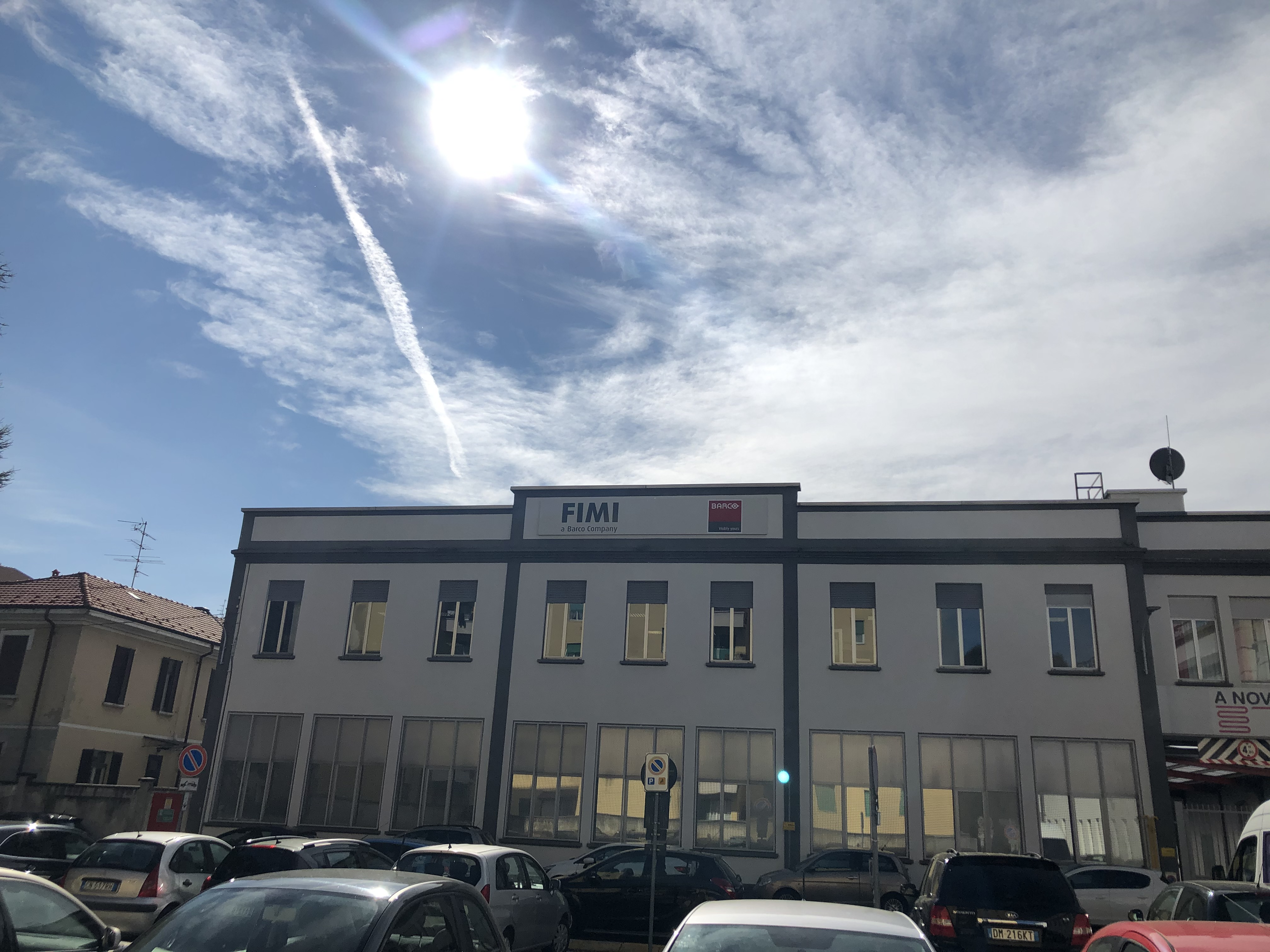
Lo storico ingresso della FIMI (Ex. FIMI Phonola)

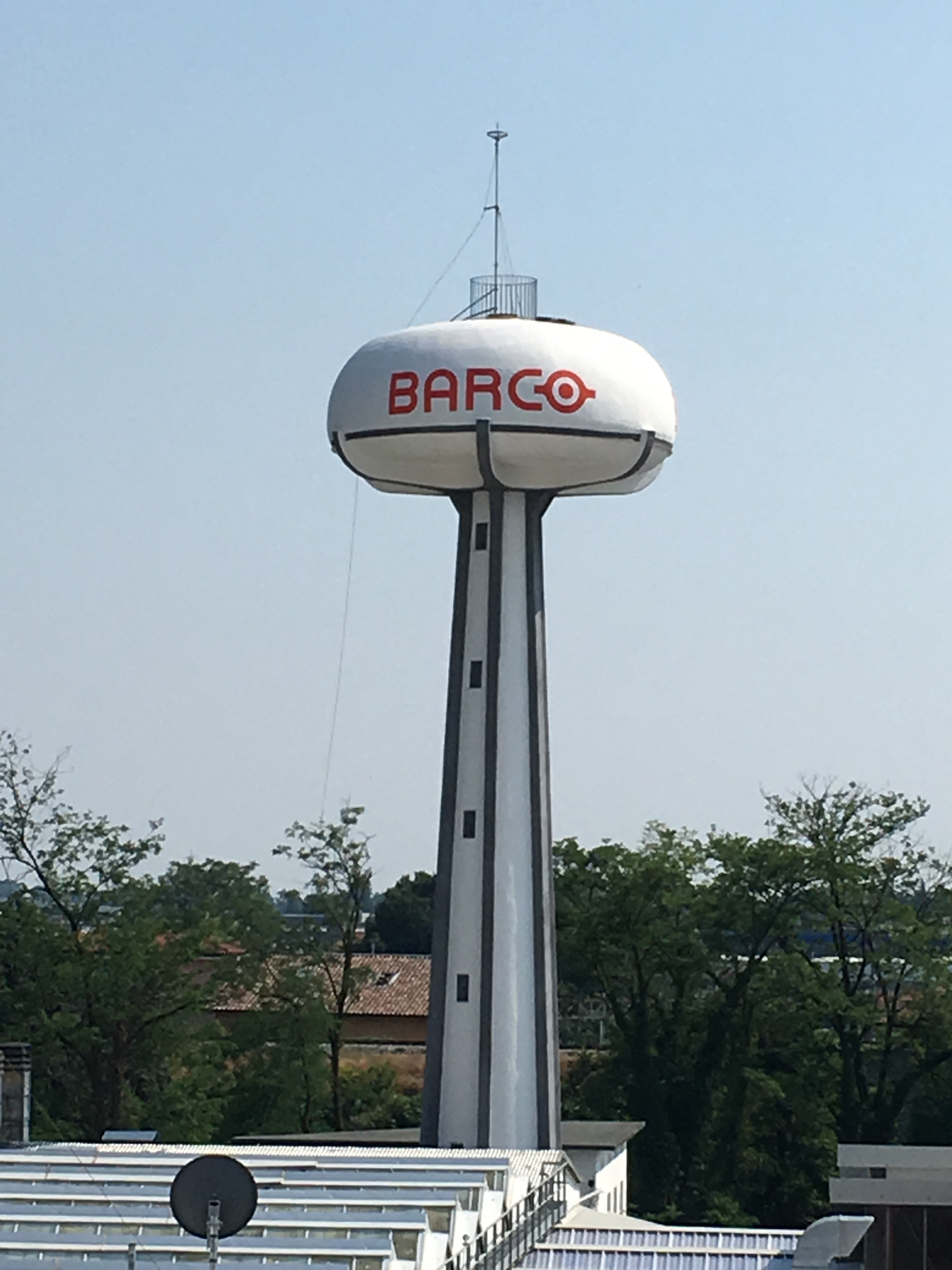
La riserva idrica antincendio della FIMI, meglio conosciuta come "Fungo"

Del passato industriale, ormai quasi completamente estinto e in buona parte documentato dalla collezione del Museo delle Industrie e del Lavoro del Saronnese, sono degni di nota gli stabilimenti della Isotta Fraschini (multinazionale dei motori per aerei, treni, barche e macchinari vari) e della Lazzaroni (biscotti). Delle ultime due attività i marchi sono ancora utilizzati, ma la produzione è stata spostata in altre sedi; va comunque citata la Parma Antonio e figli.
Un'azienda storica che rimane nel saronnese è la ILLVA Saronno, che produce il noto "Amaretto di Saronno" (ora commercializzato con la marca "DiSaronno"), e altri marchi italiani come "Artic vodka" e "Rabarbaro Zucca". Produce anche diversi vini siciliani come il "Marsala Florio" e i vini "Corvo" oltre ad altre attività anche al di fuori del settore vini e superalcolici. Altra storica (1927) azienda presente sul territorio è la FIMI ex Phonola di Saronno, un tempo parte del gruppo Philips, poi acquisita dal gruppo Barco, e si occupa della produzione e progettazione di monitor per l'utilizzo medicale che vengono esportati in tutto il mondo.

## Infrastrutture e trasporti

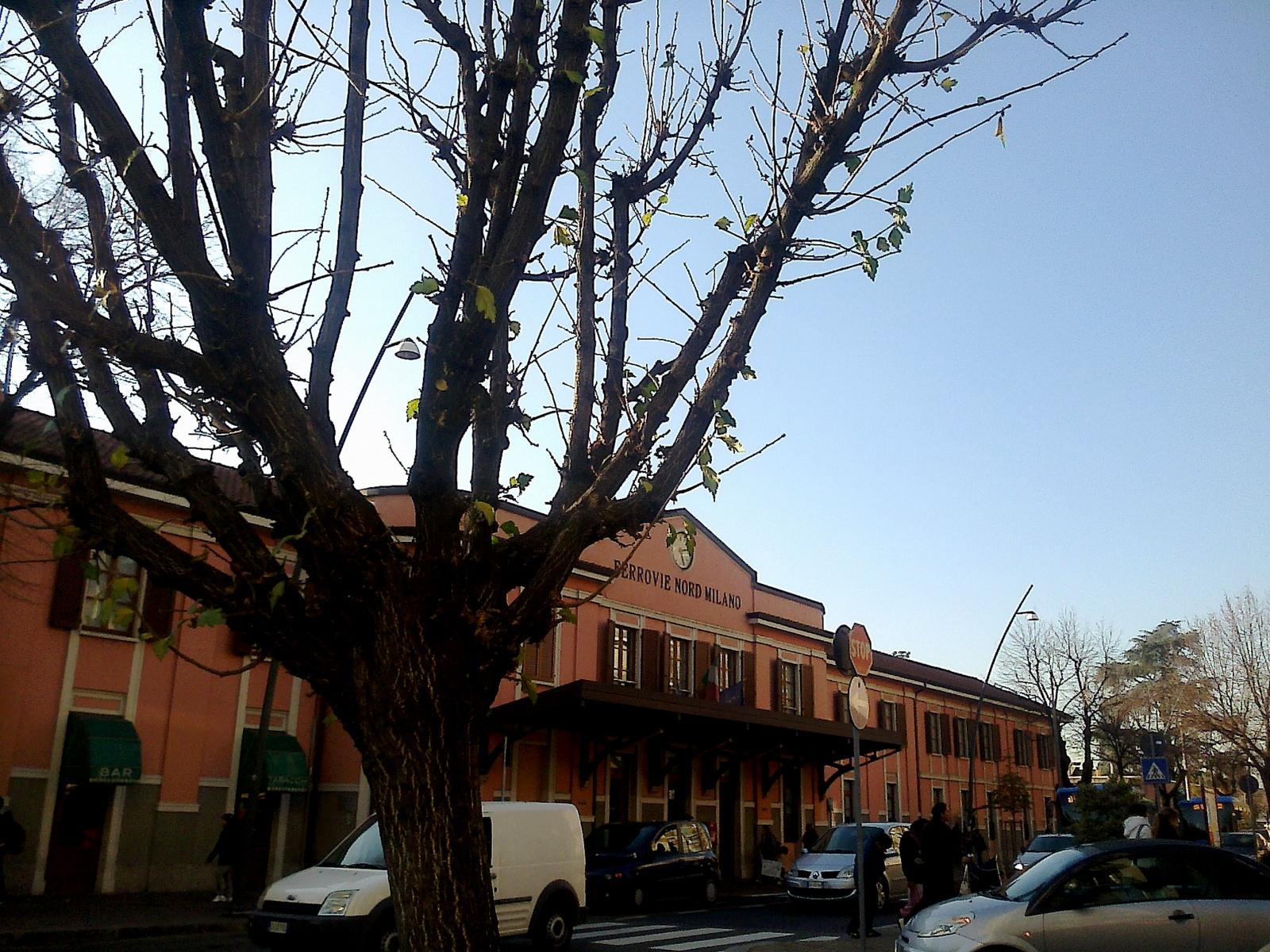
La stazione di Saronno

### Strade

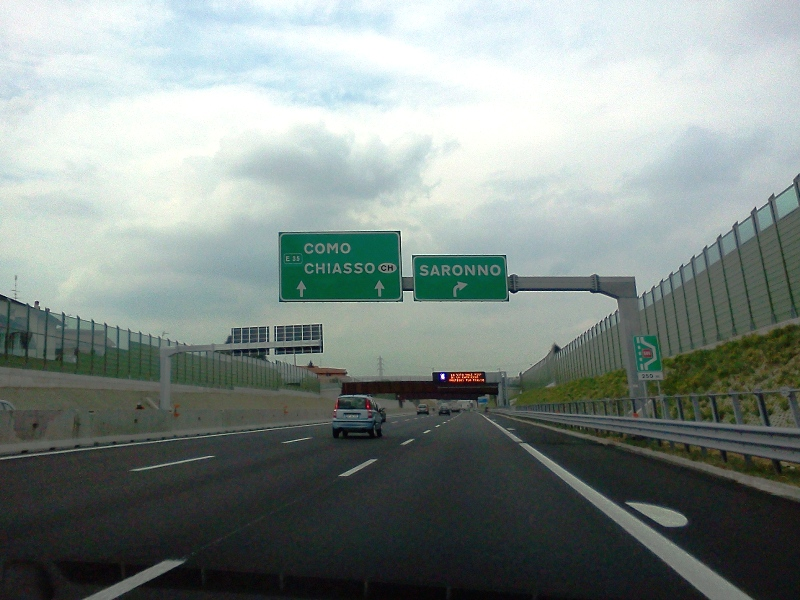
L'uscita per Saronno nell'autostrada A9 in direzione Como

Il territorio comunale è attraversato, nella zona occidentale, dall'autostrada A9 (Lainate-Como Chiasso), direttamente collegata alla città tramite gli svincoli "Saronno" e "Origgio-Uboldo", e da diverse arterie a grande traffico, tra cui la SP 233 "Varesina" (da Milano a Varese) e la SS 527 "Bustese" verso Busto Arsizio e Monza.

### Ferrovie
La stazione di Saronno (FN) è un nodo fondamentale di interscambio della rete regionale (linee Saronno-Milano, Saronno-Laveno, Saronno-Novara, Saronno-Seregno, Saronno-Como), del Servizio ferroviario suburbano di Milano (Linea S1, Linea S3 e Linea S9) e del Malpensa Express, gestiti da Trenord.
La stazione ha un flusso di passeggeri in transito stimato tra le 18000 e le 20000 unità, per un totale di circa 7.200.000 passeggeri all'anno.
La città è inoltre dotata di una seconda stazione, la Saronno Sud, dedicata esclusivamente alle linee suburbane (S1, S3, S9).

### Mobilità urbana
La città di Saronno dispone di un'autostazione, a poca distanza dalla stazione ferroviaria, a servizio dei pullman di linea extraurbani e di una stazione dei taxi posta di fronte alla stazione. Il comune è inoltre servito da 5 linee di autobus urbani gestito da STIE.

## Amministrazione
La politica saronnese è stata segnata dalla forte influenza degli ambienti legati alla Chiesa. Storico feudo democristiano, dopo la sparizione dei partiti tradizionali, la città è stata amministrata da una Giunta DC-PCI-PSI-PRI-PLI dal 1992 al 1995 e di centro-sinistra (PPI-DS-CIS) dal 1995. Dal 1999; per due legislature la città è stata governata da una giunta di centro-destra, Forza Italia, Alleanza Nazionale, Partito Federalista di Gianfranco Miglio e Unione Saronnese di Centro (successivamente U.D.C.), senza l'apporto della Lega Nord rimasta all'opposizione. Il sindaco Pierluigi Gilli fu rieletto nel 2004 al primo turno.
Nel 2009 è stato eletto sindaco - dopo il turno di ballottaggio - Luciano Porro, rappresentante del PD in coalizione con il Partito Socialista Italiano e i Verdi. La sua giunta è però decaduta dopo undici giorni dall'elezione per le dimissioni della maggioranza dei consiglieri comunali, che invece era espressione della coalizione di centro-destra (beneficiaria di sedici consiglieri su trenta). Questa circostanza ha reso necessario il commissariamento del Comune, retto temporaneamente dal viceprefetto vicario Giuliana Longhi. La ripetizione delle elezioni, effettuata nella primavera del 2010, ha visto nuovamente confermato sindaco Luciano Porro, la cui coalizione - a differenza di quanto accaduto nel 2009 - ha ottenuto la maggioranza dei consiglieri in Consiglio comunale. Frattanto nel centrodestra si era consumata una spaccatura nel PdL, da cui era fuoriuscita la lista Unione Italiana, capace di eleggere due consiglieri comunali, tra cui l'ex sindaco Pierluigi Gilli; parallelamente la Lega Nord non è riuscita a raggiungere l'obiettivo di entrare per la prima volta in maggioranza. Alle contestuali elezioni regionali, comunque, le forze di centrodestra si sono confermate largamente maggioritarie, ottenendo oltre il 60% dei voti in combinato.
Le elezioni del 2015 hanno visto la vittoria di una coalizione orientata in modo più deciso a destra, composta da Lega Nord, Fratelli d'Italia - Alleanza Nazionale e altre liste civiche o territoriali; tale cartello ha prevalso sulle liste di centrosinistra, vincendo il ballottaggio col 59% dei consensi ed esprimendo alla carica di primo cittadino il leghista Alessandro Fagioli. 
Le elezioni del 2020, segnate in maniera importante dalla pandemia, hanno visto scontrarsi principalmente il sindaco uscente Alessandro Fagioli, sostenuto da Lega Salvini Premier, Fratelli d'Italia, Forza Italia e la lista civica Saronno al Centro, e Augusto Airoldi, già Presidente del Consiglio Comunale dal 2010 al 2015 e sostenuto dal Partito Democratico e dalle liste civiche Tu@ Saronno e Saronno Civica - Airoldi Sindaco. Il vincitore sarà quest'ultimo soprattutto grazie all'appoggio ricevuto dagli altri candidati esclusi dal ballottaggio, in particolare Pierluigi Gilli, già sindaco della città dal 1999 al 2009, e Novella Ciceroni, novità della politica saronnese sostenuta dalla lista civica Obiettivo Saronno. Dopo numerose vicissitudini, tra cui l'uscita dalla maggioranza di Obiettivo Saronno con quattro consiglieri comunali, le dimissioni di Pierluigi Gilli da Presidente del Consiglio Comunale e la perdita di alcuni Assessori di rilievo, la giunta Airoldi decade a febbraio 2025 con le dimissioni dei consiglieri comunali.
Ad Augusto Airoldi subentra il Commissario Prefettizio, Antonella Scolamiero, mentre vengono convocate le elezioni amministrative nel maggio 2025. Il Sindaco dimissionario si candida nuovamente al ruolo di primo cittadino sostenuto solamente dalle liste civiche Saronno Civica - Airoldi Sindaco e Percorso Democratico. Il Partito Democratico, candida invece l'Assessore uscente ai Servizi Sociali, Ilaria Pagani, sostenuta anche dalle liste civiche Tu@ Saronno e Insieme per Crescere (contenente candidati di Azione, Italia Viva e civici puri). La coalizione di centrodestra, formata da Forza Italia, Lega Salvini Premier e Fratelli d'Italia, candida invece, Rienzo Azzi, già Assessore ai Servizi Sociali a Saronno, Consigliere Regionale e Assessore per la Provincia di Varese. Anche Novella Ciceroni si presenta nuovamente alle elezioni, sostenuta da una coalizione di liste civiche. Si afferma al turno di ballottaggio Ilaria Pagani (52.6%) su Rienzo Azzi (47.4%). Si tratta della prima Sindaca nella storia della Città. Rispetto alle coalizioni che si erano presentate al primo turno, non vi erano stati apparentamenti ufficiali; tuttavia AVS, pur senza aver presentato né proprie liste né propri candidati, aveva dichiarato il proprio sostegno a Pagani; singoli candidati nelle liste che erano collegate a Ciceroni, invece, sostenevano Azzi al secondo turno; infine, la coalizione di Airoldi non aveva dato alcuna indicazione di voto per il secondo turno.

### Elenco dei sindaci di Saronno
| Periodo           | Periodo           | Primo cittadino           | Partito                                                                           | Carica                    | Note          |
| ----------------- | ----------------- | ------------------------- | --------------------------------------------------------------------------------- | ------------------------- | ------------- |
| 1860              | 1860              | Antonio Bonalumi          |                                                                                   | Sindaco                   |               |
| 1861              | 1868              | Carlo Morandi             |                                                                                   | Sindaco                   |               |
| 1869              | 1870              | Ludovico Taverna          |                                                                                   | Sindaco                   |               |
| 1870              | 1878              | Domenico Beghè            |                                                                                   | Sindaco                   |               |
| 1879              | 1882              | Gerolamo Emilio Uboldi    |                                                                                   | Sindaco                   |               |
| 1882              | 1882              | Livio Bonalumi            |                                                                                   | Sindaco                   |               |
| 1883              | 1887              | Domenico Beghè            |                                                                                   | Sindaco                   |               |
| 1887              | 1894              | Pietro Gianetti           |                                                                                   | Sindaco                   |               |
| 1895              | 1895              | Alessandro De Giorgi      |                                                                                   | Sindaco                   |               |
| 1896              | 1896              | Pietro Gianetti           |                                                                                   | Sindaco                   |               |
| 1897              | 1898              | Filippo Reina             |                                                                                   | Sindaco                   |               |
| 28 gennaio 1898   | 15 maggio 1906    | Filippo Reina             |                                                                                   | Sindaco                   |               |
| 16 maggio 1906    | 10 luglio 1907    | Isaia Zerbi               |                                                                                   | Reggente                  |               |
| 11 luglio 1907    | 20 gennaio 1907   | Ludovico Taverna          |                                                                                   | Sindaco                   |               |
| 21 gennaio 1907   | 26 luglio 1914    | Paolo Morandi             |                                                                                   | Sindaco                   |               |
| 27 luglio 1914    | 9 ottobre 1920    | Filippo Reina             |                                                                                   | Sindaco                   |               |
| 10 ottobre 1920   | 4 aprile 1924     | Davide Canti              |                                                                                   | Sindaco                   |               |
| 5 aprile 1924     | 10 aprile 1926    | Vittorio Ruffini          |                                                                                   | Comm. pref.               |               |
| 11 aprile 1926    | 22 ottobre 1929   | Pasquale Tettamanzi       |                                                                                   | Podestà                   |               |
| 23 ottobre 1929   | 23 gennaio 1931   | Luciano Enrico Zari       |                                                                                   | Comm. pref.               |               |
| 24 febbraio 1931  | 26 aprile 1934    | Piero Corbella            |                                                                                   | Podestà                   |               |
| 27 aprile 1934    | 9 dicembre 1934   | Edoardo Pallante          |                                                                                   | Comm. pref.               |               |
| 10 dicembre 1934  | 23 aprile 1939    | Luigi Farina              |                                                                                   | Podestà                   |               |
| 24 aprile 1939    | 15 settembre 1939 | Augusto Guglielmo         |                                                                                   | Comm. pref.               |               |
| 16 settembre 1939 | 24 ottobre 1943   | Giulio Riva               |                                                                                   | Comm. pref. e poi Podestà |               |
| 25 ottobre 1943   | 1º dicembre 1943  | Augusto Guglielmo         |                                                                                   | nominato dal C.L.N.A.I.   |               |
| 2 dicembre 1943   | 13 aprile 1944    | Arturo Mascietti          |                                                                                   | Comm. pref.               |               |
| 14 aprile 1944    | 13 luglio 1944    | Piero Zerbi               |                                                                                   | Comm. pref.               |               |
| 14 luglio 1944    | 24 aprile 1945    | Piero Zerbi               |                                                                                   | Podestà                   |               |
| 25 aprile 1945    | 25 marzo 1946     | Agostino Vanelli          |                                                                                   | nominato dal C.L.N.A.I.   |               |
| 26 marzo 1946     | 8 giugno 1956     | Piero Alliata             | DC                                                                                | Sindaco                   |               |
| 9 giugno 1956     | 11 aprile 1957    | Enrico De Peverelli       | DC                                                                                | Sindaco                   |               |
| 16 aprile 1957    | novembre 1964     | Francesco Ceriani         | DC                                                                                | Sindaco                   |               |
| novembre 1964     | dicembre 1966     | Filippo Alliata           | DC                                                                                | Sindaco                   |               |
| dicembre 1966     | settembre 1980    | Augusto Rezzonico         | DC-PSI-PSDI-PRI                                                                   | Sindaco                   |               |
| settembre 1980    | luglio 1985       | Enrico Mazzini            | DC-PSI-PSDI-PRI                                                                   | Sindaco                   |               |
| luglio 1985       | luglio 1992       | Gianluigi Stucchi         | DC-PSI-PRI                                                                        | Sindaco                   |               |
| 12 luglio 1992    | 26 giugno 1999    | Angelo Tettamanzi         | DC-PCI-PSI-PRI-PLI, poi Centro-sinistra (PPI, DS, CIS)                            | Sindaco                   |               |
| 27 giugno 1999    | 22 giugno 2009    | Pierluigi Gilli           | Centro-destra (FI, AN, UDC)                                                       | Sindaco                   |               |
| 23 giugno 2009    | 6 luglio 2009     | Luciano Porro             | Centro-sinistra (PD, PSI, Verdi, Idv, liste civiche)                              | Sindaco                   |               |
| 6 luglio 2009     | 12 aprile 2010    | Giuliana Antonella Longhi |                                                                                   | Comm. pref.               | [ 20 ]        |
| 12 aprile 2010    | 14 giugno 2015    | Luciano Porro             | Centro-sinistra (PD, PSI, IDV, lista civica)                                      | Sindaco                   |               |
| 15 giugno 2015    | 5 ottobre 2020    | Alessandro Fagioli        | Centro-destra (LN, FdI-AN, liste civiche)                                         | Sindaco                   |               |
| 5 ottobre 2020    | 20 febbraio 2025  | Augusto Airoldi           | Centro-sinistra (PD, liste civiche)                                               | Sindaco                   | Dimissionario |
| 21 febbraio 2025  | 9 giugno 2025     | Antonella Scolamiero      |                                                                                   | Comm. pref.               |               |
| 10 giugno 2025    |                   | Ilaria Maria Pagani       | Centro-sinistra (PD, liste civiche), con il sostegno di Azione, Italia Viva e AVS | Sindaca                   |               |

Fino al 1869 il quartiere di Cassina Ferrara era comune a sé stante. Dal 1860 al 1866 fu sindaco Giuseppe Galli e dal 1867 al 1869 Eugenio Banfi. Il 1º maggio 1869 il comune di Cassina Ferrara fu aggregato a quello di Saronno.

### Gemellaggi
- Challans, dal 2003
- Pegognaga, dal 2012

## Sport

### Calcio
La principale squadra cittadina è il FBC Saronno, fondata nel 1910 e avente al suo attivo varie stagioni in terza serie nazionale. Più volte disciolta e ricostituita (da ultimo nel 2010, allorché cedette il proprio titolo sportivo valido per partecipare alla Serie D alla Gallaratese), a seguito della rifondazione concretizzata nel 2015 su iniziativa di un'altra squadra cittadina, l'A.S.D. Matteotti (che ha rilevato il titolo sportivo della SolbiaSommese Calcio), è ripartita dal campionato di Eccellenza Lombardia 2015-2016 con la denominazione A.S.D. F.B.C. 1910 Saronno.
Sempre in ambito calcistico, a Saronno sono presenti altri due club, militanti nelle leghe regionali lombarde: la Polisportiva Robur Saronno, fondata nel 1919, e l'AMOR Sportiva, fondata nel 1948.
Il principale impianto cittadino per la pratica del calcio e dell'atletica leggera è lo stadio Emilio Colombo-Gaetano Gianetti, costruito nel 1931 in via Biffi, i cui spalti dispongono di circa 4000 posti: tale impianto tuttavia venne ridotto in condizioni di fatiscenza, che con l'avvento del Terzo millennio obbligarono a limitarne la capienza a soli 99 spettatori. In virtù di ciò il F.B.C. Saronno - che pure l'ha adottato per oltre sette decenni come terreno casalingo - dovette abbandonarlo, optando per disputare le gare interne nel vicino comune di Cesate. Per diversi anni esso ha quindi ospitato le partite casalinghe della sola Robur Saronno, fino a che quest'ultima ha cessato di esistere. A seguito di un intervento di ristrutturazione conservativa sulla tribuna, dal 2018 il Colombo-Gianetti è tornato ad essere il campo interno del F.B.C. Saronno
Nel territorio comunale esistono altri quattro impianti per la pratica del calcio: il Campo comunale Cassina Ferrara, sito in via Trento e gestito dall'AMOR, il Centro giovanile Mons. Ugo Ronchi di via Colombo, il centro sportivo Prealpi di Via Sabotino e il Centro sportivo Matteotti di via Sampietro (questi ultimi in capo all'F.B.C. Saronno).

### Ciclismo
Annualmente, nei mesi di luglio o settembre, la città ospita il Gran Premio Città di Saronno, gara ciclistica in notturna organizzata su un circuito cittadino dalla società Pedale Saronnese con il patrocinio dell'Amministrazione Comunale. La gara è riservata ai corridori ciclisti dilettanti, categorie allievi ed esordienti.

### Pallacanestro
A Saronno è attivo il club cestistico della Robur Basket Saronno, il cui miglior risultato storico consiste nella militanza nel campionato di Serie B. Le selezioni disputano le gare interne presso il locale Centro giovanile mons. Ugo Ronchi.

### Tchoukball
A Saronno è praticato il tchoukball, di cui la città è la culla italiana. Il Saronno Castor è infatti il primo club di tchoukball creato in Italia. Il primo campionato nazionale di questo sport ha avuto inizio il 14 gennaio 2007 a Saronno, dove ha anche sede la Federazione Italiana Tchoukball (F.T.B.I.).

### Atletica
L'atletica leggera ha fatto la sua apparizione a Saronno qualche anno prima della seconda guerra mondiale. Veniva praticata dalla Viribus Unitis e dalla Unione e Forza, ma solo come estensione della loro attività principale che era la ginnastica artistica. Essa si manifestava con modeste gare locali ed era conosciuta soprattutto in virtù delle prestazioni di alcuni marciatori saronnesi tra i quali primeggiava Carlo Volonteri, protagonista di alcune 100 km di marcia. Solo nel 1954, per merito di Francesco Ceriani, che sarebbe poi divenuto Sindaco di Saronno, si è dato vita ad una società di atletica leggera che faceva parte di una Polisportiva comprendente tennis, nuoto ed altre attività minori. Francesco Ceriani fu quindi il promotore ed assieme primo presidente ed atleta della nascente Libertas Atletica Saronno. Agli atleti locali si affiancarono altri provenienti dalle vicine province e quindi si diede vita ad una squadra competitiva che ottenne il titolo di campione d'Italia Libertas conseguito nel 1959 allo Stadio delle Terme a Roma, titolo poi confermato nel 1960 e nel 1961. Dal 2007, inoltre, si è affermata l'ASD Running Saronno.

### Tennistavolo
A Saronno è presente l'A.D. T.T. Saronno, società di tennistavolo fondata nel 1975 ed esordiente proprio in quell'anno in Serie D1 regionale. Dal 1975, dopo fasi alterne, tra le quali un secondo posto nel ranking delle società italiane, e con l'avvicendarsi di diversi pongisti, il traguardo massimo raggiunto è stata la Serie A2 Nazionale.

### Pallavolo
Importante anche la partecipazione alla pallavolo che con la società sportiva Pallavolo Saronno, che gioca al PalaDozio, ha visto la scalata di questo comune fino alla Serie B1.

### Softball
Nel 2015 la squadra di softball Saronno Softball ha raggiunto la ISL, la massima categoria del Softball (A1), diventando campione d'Italia nel 2022.

### Impianti sportivi indoor
Dal gennaio del 2006 la città è dotata di uno spazio polisportivo chiuso, il PalaDozio, comprendente campi da basket e polivalenti dotati di tribune, oltre a una pista coperta di atletica leggera. Saronno ospita altresì varie palestre.